# Dendermonde (huyện)
Huyện Dendermonde (tiếng Hà Lan: Arrondissement Dendermonde; tiếng Pháp: Arrondissement de Termonde) là một trong 6 huyện hành chính ở tỉnh Đông Flanders,  Bỉ. Huyện này vừa là huyện hành chính và huyện tư pháp. Tuy nhiên,  huyện tư pháp Dendermonde cũng bao gồm các đô thị of các huyện Aalst (ngoại trừ các đô thị Geraardsbergen,  Herzele,  Sint-Lievens-Houtem và Zottegem) và Sint-Niklaas.

## Lịch sử
Huyện Dendermonde được thành lập năm 1800 làm huyện thứ 3 ở tỉnh Escaut (tiếng Hà Lan: Departement Schelde). Ban đầu huyện này bao gồm các tổng Aalst,  Beveren,  Dendermonde,  Hamme,  Lokeren,  Sint-Gillis-Waas,  Sint-Niklaas,  Temse,  Wetteren và Zele. Trong năm 1814, đô thị De Klinge ở huyện Eeklo được nhập vào huyện.
Trong năm 1818,  các huyện Aalst và Sint-Niklaas đã được thành lập. Trong dịp này, tổng Aalst đã được chuyển sang cho huyện này còn các tổng Beveren,  Sint-Gillis-Waas,  Sint-Niklaas và Temse đã được tách ra từ huyện này để lập huyện Sint-Niklaas. Một số khu vực của Laarne và Kalken đã được chuyển cho huyện Ghent trong năm 1921 để lập đô thị mới Beervelde.

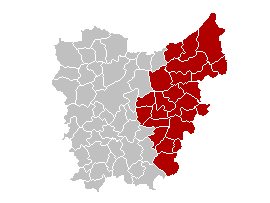
Huyện tư pháp Dendermonde

## Các đô thị
Huyện hành chính Dendermonde bao gồm các đô thị sau:
- Berlare
- Buggenhout
- Dendermonde
- Hamme
- Laarne
- Lebbeke
- Waasmunster
- Wetteren
- Wichelen
- Zele